# Oospila delicatescens
Oospila delicatescens là một loài bướm đêm trong họ Geometridae.